# Premier Contact (Stargate)
Premier contact est le onzième épisode de la première saison de la série télévisée Stargate Universe.

## Résumé
Everett Young se prépare à donner son rapport à la Terre sur la mort du Dr Rush. Camile Wray se confronte à lui dans un couloir, en lui disant qu’elle le soupçonne d’avoir tué Rush, et qu’elle ajoutera cela à son rapport. Young ne se sent pas concerné.
Quand Young utilise les pierres de communications, il se trouve dans un vaisseau alien. Au même moment, l’alien échange son corps avec le corps de Young, et attaque le sergent Greer et le lieutenant Scott. La connexion est immédiatement coupée. T.J pense alors qu'Young a imaginé cela, mais il est convaincu que cela est réel, et interdit l'utilisation des pierres jusqu'à nouvel ordre.
Wray rend visite à Young dans ses appartements, croyant que l’expérience peut remettre en cause sa culpabilité, mais il écarte tous soupçons. Les autres membres sur le vaisseau se posent également la question de savoir si Young a tué ou non Rush. Wray fait alors une réunion avec quelques membres civils du vaisseau, concernant le commandement des militaires dans le vaisseau. Eli enregistre la conversation grâce à un kino caché.
Le Destinée sort de VSL, et compose l’adresse d’une porte des étoiles possédant une végétation violette. Le Dr Brody pense que cela est causé par le fait que la planète soit en orbite autour d’une géante rouge. Avant que quelqu'un puisse explorer la planète, un vaisseau alien apparaît à proximité du Destinée. Eli suggère de communiquer avec le vaisseau et d'envoyer une salutation de la part des terriens. Le vaisseau répond en un seul mot en anglais : « Surrender » (Rendez-vous/Soumettez-vous).
De nombreux petits chasseurs aliens commencent à arriver depuis le vaisseau alien. Young envoie alors Greer et Scott dans la navette pour les intercepter pendant qu’Eli remet les armes en état de marche. Cependant, à cause des dommages dus au temps, les armes ne sont pas totalement opérationnelles, de plus Rush a placé des limites à 30 % de leur utilisation. Eli tente alors de passer outre ces protections pendant que Greer et Scott engagent le combat.
Les chasseurs vont droit vers le Destinée, malgré le fait que beaucoup d’entre eux sont détruits par les armes du Destinée et de la navette. Un des chasseurs se pose sur le vaisseau, près des quartiers de Chloe Armstrong. Les aliens font un trou dans la coque et prennent Chloe en otage. Les chasseurs rentrent vers leur vaisseau-mère, et Young ordonne à Scott de cesser le combat, car il pense que Chloe est à l’intérieur d'un des vaisseaux.
Young décide d’utiliser les pierres de communication pour s’infiltrer dans le vaisseau alien, comme il l’a fait précédemment. En explorant le vaisseau, il arrive à une cellule détenant Rush. Il casse la vitre le protégeant, et le libère. Étant incapable de parler, Young montre à Rush qu’il ne veut pas lui faire du mal. Rush lui montre une paire d’appareil qui établit un lien mental entre deux personnes : l’une transmet sa pensée, l’autre la reçoit. Young prend un transmetteur. Une fois le dispositif enclenché, Rush se rend compte que c’est Young qui l’a libéré. Cependant, l’appareil coupe aussi le lien formé par les pierres de communications. Voyant que l’alien a repris le contrôle du corps de Young, Rush prend rapidement l’objet qu'Young avait utilisé pour le libérer, et tue l’alien.
Le vaisseau alien recommence à attaquer le Destinée. Eli informe Young que les boucliers ne tiendront pas plus longtemps. Young ordonne alors à Eli d’activer le canon principal et de détruire le vaisseau-mère, sans révéler ce qu’il a vu à bord. Eli insiste sur le fait que cela draine la puissance des boucliers vers le canon et les rend plus vulnérables, mais Young lui ordonne de le faire quand même. Scott essaie de désobéir, et va dans la navette dans l’espoir de sauver Chloé.
Dans le vaisseau alien, Rush libère Chloé, et se rend dans le hangar des chasseurs. Lui et Chloé s'échappent avec une navette juste avant que le vaisseau alien parte en hyperespace, ce qui surprend Greer qui annonce la nouvelle au colonel Young.
Dans le mess, Rush dit à Eli, Chloé, Scott et Greer comment il est allé dans le vaisseau-mère alien. Il raconte ce qui s’est passé avec Young sur la planète aride, il explique qu’il est parvenu à faire fonctionner la base de données du vaisseau qui était sur la planète, mais qu’il a dû malencontreusement enclencher une balise de détresse. Les aliens l’ont trouvé, emprisonné, et ont utilisé les appareils de lien entre les esprits pour lui extraire des informations sur le Destinée, mais Rush dit qu’il a tenté de leur résister. Eli se demande pourquoi les aliens les ont attaqués, Rush pense alors qu’ils sont, en vérité, intéressés par le Destinée, et qu’ils ont attaqué seulement dans le but de découvrir ses secrets.
Rush rencontre Young dans ses quartiers. Tous deux admettent leurs erreurs, bien que ni l’un ni l’autre ne présente d’excuses. Ils sont d’accord pour mettre de côté leurs différends pour le bien de l’expédition. Cependant Rush commence à comploter avec Wray, sur quoi faire à propos de Young et des militaires. Dans sa chambre, Eli montre à Young les séquences vidéos de Wray et des autres personnes civiles qu’il a enregistrées plus tôt dans la journée. Greer regarde une photo sortie de son sac et sourit.

## Distribution
- Robert Carlyle : Dr. Nicholas Rush
- Justin Louis : Everett Young
- Brian J. Smith : Matthew Scott
- Elyse Levesque : Chloe Armstrong
- David Blue : Eli Wallace
- Alaina Huffman : Tamara Johansen
- Jamil Walker Smith : Ronald Greer
- Ming-Na : Camile Wray
- Julia Anderson : Vanessa James
- Jeffrey Bowyer-Chapman : Darren Becker
- Patrick Gilmore : Dale Volker
- Jennifer Spence : Lisa Park
- Tygh Runyan : Dr. Caine
- Peter Kelamis : Adam Brody

## Musique
La chanson à la fin de l'épisode est "Now Comes the Night" de Rob Thomas.